# Друкована графіка

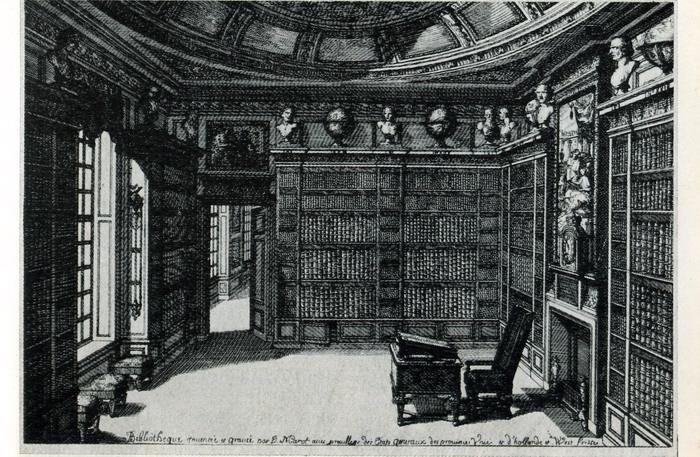
Мова графіки заснована, головним чином, на виразних можливостях лінії, штриха, плями, фону основи, з яким зображення утворює контрастне або нюансне співвідношення.

Друкована графіка— ряд відбитків (естампів), які зроблені з певних твердих поверхонь за допомогою різних технік друку. Так, зображення може бути відбито на камені, металі, дереві, лінолеумі за допомогою плоскої, високої або заглибленої техніки друку. Кожен з таких відбитків є кінцевим результатом і метою творчості графіка і має художню цінність.
Друкована графіка демонструє:
- Характер художника;
- Темперамент художника;
- Настрій художника.